# فرودگاه نیروی هوایی سلطنتی بارکستون هیث
فرودگاه نیروی هوایی سلطنتی بارکستون هیث (به انگلیسی: RAF Barkston Heath) یک فرودگاه نظامی است که یک باند فرود آسفالت دارد و طول باند آن ۱۸۳۱ متر است. این فرودگاه در کشور انگلستان قرار دارد و در ارتفاع ۱۱۲ متری از سطح دریا واقع شده است.